# Dan Philibert
 Dan Philibert (né le 6 août 1970 à Paris 20e) est un athlète français, spécialiste du 110 mètres haies.

## Biographie
Vainqueur des Jeux méditerranéens 1991 et 1993 et des Jeux de la Francophonie 1994, il a été par ailleurs finaliste à trois reprises des Championnats du monde d'athlétisme, terminant 5e en 1991, 6e en 1995 et 5e en 1997.
Il est champion de France du 110 mètres haies en 1991, 1992, 1993, 1994, 1995, 1999 et champion de France du 60 m haies en salle en 1993, 1994, 1996, 1999.
Son record personnel est de 13 s 26, réalisé le 7 août 1997 à Athènes.

## Palmarès

### International
| Date | Compétition                    | Lieu      | Résultat | Épreuve     | Temps   |
| ---- | ------------------------------ | --------- | -------- | ----------- | ------- |
| 1991 | Championnats du monde          | Tokyo     | 5e       | 110 m haies | 13 s 33 |
| 1991 | Jeux méditerranéens            | Athènes   | 1er      | 110 m haies | 13 s 56 |
| 1993 | Coupe d'Europe des nations     | Rome      | 3e       | 110 m haies | 13 s 62 |
| 1993 | Jeux méditerranéens            | Narbonne  | 1er      | 110 m haies | 13 s 62 |
| 1994 | Championnats d'Europe en salle | Paris     | 4e       | 60 m haies  | 7 s 60  |
| 1994 | Championnats d'Europe          | Helsinki  | 7e       | 110 m haies | 13 s 54 |
| 1994 | Jeux de la Francophonie        | Bondoufle | 1er      | 110 m haies | 13 s 55 |
| 1995 | Championnats du monde          | Göteborg  | 6e       | 110 m haies | 13 s 34 |
| 1997 | Championnats du monde          | Athènes   | 5e       | 110 m haies | 13 s 26 |
| 1998 | Championnats d'Europe en salle | Valence   | 5e       | 60 m haies  | 7 s 60  |

### National
- Championnats de France d'athlétisme :
  - Vainqueur du 110 m haies en  1991, 1992, 1993, 1994, 1995, 1999
- Championnats de France d'athlétisme en salle :
  - Vainqueur du 60 m haies en 1993, 1994, 1996, 1999.

## Records
| Épreuve     | Performance | Lieu    | Date          |
| ----------- | ----------- | ------- | ------------- |
| 110 m haies | 13 s 26     | Athènes | 7 août 1997   |
| 60 m haies  | 7 s 57      | Valence | 1er mars 1998 |